# Lista de navios lançados em fevereiro de 1945
A seguir está uma lista como os navios lançados ao mar no mês de fevereiro de 1945.
| Data            | Navio                   | País           | Construtor                           | Localização                        | Classe                   | Notas |
| --------------- | ----------------------- | -------------- | ------------------------------------ | ---------------------------------- | ------------------------ | ----- |
| 1 de fevereiro  | USS LST-1108            | Estados Unidos | Missouri Valley Bridge and Iron Co.  | (Evansville, Indiana, U.S.A.)      | LST                      |       |
| 1 de fevereiro  | USS LST-1124            | Estados Unidos | Chicago Bridge and Iron Co.          | (Seneca, Illinois, U.S.A.)         | LST                      |       |
| 2 de fevereiro  | SS Bernard L Rodman     | Estados Unidos | Todd Houston Shipbuilding Corp       | Houston, Texas                     | Classe Liberty           |       |
| 3 de fevereiro  | USS LST-1044            | Estados Unidos | Dravo Corp.                          | (Pittsburgh, Pennsylvania, U.S.A.) | LST                      |       |
| 3 de fevereiro  | USS LST-1045            | Estados Unidos | Dravo Corp.                          | (Pittsburgh, Pennsylvania, U.S.A.) | LST                      |       |
| 3 de fevereiro  | USS LST-1061            | Estados Unidos | Bethlehem-Hingham Shipyard Inc.      | (Hingham, Massachusetts, U.S.A.)   | LST                      |       |
| 3 de fevereiro  | USS LST-1087            | Estados Unidos | American Bridge Co.                  | (Ambridge, Pennsylvania, U.S.A.)   | LST                      |       |
| 3 de fevereiro  | SS James A Butts        | Estados Unidos | New England Shipbuilding Corporation | South Portland                     | Classe Liberty           |       |
| 4 de fevereiro  | SS Leonardo L Romero    | Estados Unidos | Todd Houston Shipbuilding Corp       | Houston, Texas                     | Classe Liberty           |       |
| 5 de fevereiro  | SS Darel M Ritter       | Estados Unidos | Delta Shipbuilding Co                | Nova Orleães, Luisiana             | Classe Liberty           |       |
| 6 de fevereiro  | USS LST-1062            | Estados Unidos | Bethlehem-Hingham Shipyard Inc.      | (Hingham, Massachusetts, U.S.A.)   | LST                      |       |
| 6 de fevereiro  | USS LST-1109            | Estados Unidos | Missouri Valley Bridge and Iron Co.  | (Evansville, Indiana, U.S.A.)      | LST                      |       |
| 6 de fevereiro  | USS LST-1125            | Estados Unidos | Chicago Bridge and Iron Co.          | (Seneca, Illinois, U.S.A.)         | LST                      |       |
| 7 de fevereiro  | U-3038                  | Alemanha       | AG Weser                             | Bremen                             | Tipo XXI                 |       |
| 7 de fevereiro  | SS Roy K Johnson        | Estados Unidos | Delta Shipbuilding Co                | Nova Orleães, Luisiana             | Classe Liberty           |       |
| 8 de fevereiro  | USS LST-1099            | Estados Unidos | Jeffersonville Boat and Machine Co.  | (Jeffersonville, Indiana, U.S.A.)  | LST                      |       |
| 8 de fevereiro  | U-4709                  | Alemanha       | F. Krupp Germaniawerft AG            | Kiel                               | Tipo XXIII               |       |
| 8 de fevereiro  | SS Dudley H Thomas      | Estados Unidos | J A Jones Construction Co            | Panama City                        | Classe Liberty           |       |
| 9 de fevereiro  | U-2543                  | Alemanha       | Blohm + Voss                         | Hamburgo                           | Tipo XXI                 |       |
| 9 de fevereiro  | U-2544                  | Alemanha       | Blohm + Voss                         | Hamburgo                           | Tipo XXI                 |       |
| 9 de fevereiro  | SS Willard R Johnson    | Estados Unidos | Todd Houston Shipbuilding Corp       | Houston, Texas                     | Classe Liberty           |       |
| 9 de fevereiro  | USS LST-1110            | Estados Unidos | Missouri Valley Bridge and Iron Co.  | (Evansville, Indiana, U.S.A.)      | LST                      |       |
| 9 de fevereiro  | USS LST-1126            | Estados Unidos | Chicago Bridge and Iron Co.          | (Seneca, Illinois, U.S.A.)         | LST                      |       |
| 10 de fevereiro | U-3040                  | Alemanha       | AG Weser                             | Bremen                             | Tipo XXI                 |       |
| 10 de fevereiro | SS Patrick S Mahony     | Estados Unidos | J A Jones Construction Co            | Charlotte, Carolina do Norte       | Classe Liberty           |       |
| 10 de fevereiro | SS Clarence F Peck      | Estados Unidos | New England Shipbuilding Corporation | South Portland                     | Classe Liberty           |       |
| 10 de fevereiro | USS LST-1046            | Estados Unidos | Dravo Corp.                          | (Pittsburgh, Pennsylvania, U.S.A.) | LST                      |       |
| 11 de fevereiro | USS LST-1063            | Estados Unidos | Bethlehem-Hingham Shipyard Inc.      | (Hingham, Massachusetts, U.S.A.)   | LST                      |       |
| 11 de fevereiro | USS LST-1088            | Estados Unidos | American Bridge Co.                  | (Ambridge, Pennsylvania, U.S.A.)   | LST                      |       |
| 12 de fevereiro | SS Spetsae              | Estados Unidos | St Johns River Shipbuilding Co       | Jacksonville, Flórida              | Classe Liberty           |       |
| 13 de fevereiro | U-3041                  | Alemanha       | AG Weser                             | Bremen                             | Tipo XXI                 |       |
| 13 de fevereiro | U-4704                  | Alemanha       | F. Krupp Germaniawerft AG            | Kiel                               | Tipo XXIII               |       |
| 13 de fevereiro | SS Samuel L Jeffery     | Estados Unidos | Todd Houston Shipbuilding Corp       | Houston, Texas                     | Classe Liberty           |       |
| 14 de fevereiro | U-3039                  | Alemanha       | AG Weser                             | Bremen                             | Tipo XXI                 |       |
| 14 de fevereiro | SS John L McCarley      | Estados Unidos | J A Jones Construction Co            | Panama City                        | Classe Liberty           |       |
| 14 de fevereiro | USS LST-1064            | Estados Unidos | Bethlehem-Hingham Shipyard Inc.      | (Hingham, Massachusetts, U.S.A.)   | LST                      |       |
| 14 de fevereiro | USS LST-1127            | Estados Unidos | Chicago Bridge and Iron Co.          | (Seneca, Illinois, U.S.A.)         | LST                      |       |
| 17 de fevereiro | USS LST-1065            | Estados Unidos | Bethlehem-Hingham Shipyard Inc.      | (Hingham, Massachusetts, U.S.A.)   | LST                      |       |
| 17 de fevereiro | USS LST-1047            | Estados Unidos | Dravo Corp.                          | (Pittsburgh, Pennsylvania, U.S.A.) | LST                      |       |
| 17 de fevereiro | USS LST-1048            | Estados Unidos | Dravo Corp.                          | (Pittsburgh, Pennsylvania, U.S.A.) | LST                      |       |
| 17 de fevereiro | USS LST-1089            | Estados Unidos | American Bridge Co.                  | (Ambridge, Pennsylvania, U.S.A.)   | LST                      |       |
| 17 de fevereiro | U-2366                  | Alemanha       | Deutsche Werft AG                    | Hamburgo                           | Tipo XXIII               |       |
| 17 de fevereiro | SS Richard A Van Pelt   | Estados Unidos | J A Jones Construction Co            | Charlotte, Carolina do Norte       | Classe Liberty           |       |
| 17 de fevereiro | SS Clifford E Ashby     | Estados Unidos | Todd Houston Shipbuilding Corp       | Houston, Texas                     | Classe Liberty           |       |
| 19 de fevereiro | U-2546                  | Alemanha       | Blohm + Voss                         | Hamburgo                           | Tipo XXI                 |       |
| 19 de fevereiro | USS LST-1128            | Estados Unidos | Chicago Bridge and Iron Co.          | (Seneca, Illinois, U.S.A.)         | LST                      |       |
| 20 de fevereiro | USS LST-1100            | Estados Unidos | Jeffersonville Boat and Machine Co.  | (Jeffersonville, Indiana, U.S.A.)  | LST                      |       |
| 20 de fevereiro | SS Donald H Holland     | Estados Unidos | New England Shipbuilding Corporation | South Portland                     | Classe Liberty           |       |
| 20 de fevereiro | SS Vernon S Hood        | Estados Unidos | J A Jones Construction Co            | Panama City                        | Classe Liberty           |       |
| 21 de fevereiro | SS Charles N Cole       | Estados Unidos | New England Shipbuilding Corporation | South Portland                     | Classe Liberty           |       |
| 21 de fevereiro | SS George A Lawson      | Estados Unidos | New England Shipbuilding Corporation | South Portland                     | Classe Liberty           |       |
| 21 de fevereiro | SS William Bevan        | Estados Unidos | New England Shipbuilding Corporation | South Portland                     | Classe Liberty           |       |
| 21 de fevereiro | USS LST-1066            | Estados Unidos | Bethlehem-Hingham Shipyard Inc.      | (Hingham, Massachusetts, U.S.A.)   | LST                      |       |
| 21 de fevereiro | SS Linton Seam          | Estados Unidos | Delta Shipbuilding Co                | Nova Orleães, Luisiana             | Classe Liberty (collier) |       |
| 21 de fevereiro | U-4711                  | Alemanha       | F. Krupp Germaniawerft AG            | Kiel                               | Tipo XXIII               |       |
| 22 de fevereiro | U-2545                  | Alemanha       | Blohm + Voss                         | Hamburgo                           | Tipo XXI                 |       |
| 22 de fevereiro | USS LST-1129            | Estados Unidos | Chicago Bridge and Iron Co.          | (Seneca, Illinois, U.S.A.)         | LST                      |       |
| 22 de fevereiro | SS Donald S Wright      | Estados Unidos | Delta Shipbuilding Co                | Nova Orleães, Luisiana             | Classe Liberty           |       |
| 23 de fevereiro | U-2367                  | Alemanha       | Deutsche Werft AG                    | Hamburgo                           | Tipo XXIII               |       |
| 23 de fevereiro | SS Lektor Garbo         | Estados Unidos | Todd Houston Shipbuilding Corp       | Houston, Texas                     | Classe Liberty           |       |
| 24 de fevereiro | USS LST-1049            | Estados Unidos | Dravo Corp.                          | (Pittsburgh, Pennsylvania, U.S.A.) | LST                      |       |
| 24 de fevereiro | USS LST-1090            | Estados Unidos | American Bridge Co.                  | (Ambridge, Pennsylvania, U.S.A.)   | LST                      |       |
| 24 de fevereiro | SS Francis E Siltz      | Estados Unidos | Todd Houston Shipbuilding Corp       | Houston, Texas                     | Classe Liberty           |       |
| 25 de fevereiro | SS Charles C Randleman  | Estados Unidos | J A Jones Construction Co            | Charlotte, Carolina do Norte       | Classe Liberty           |       |
| 27 de fevereiro | USS LST-1067            | Estados Unidos | Bethlehem-Hingham Shipyard Inc.      | (Hingham, Massachusetts, U.S.A.)   | LST                      |       |
| 27 de fevereiro | USS LST-1130            | Estados Unidos | Chicago Bridge and Iron Co.          | (Seneca, Illinois, U.S.A.)         | LST                      |       |
| 27 de fevereiro | SS Edwin D Howard       | Estados Unidos | J A Jones Construction Co            | Panama City                        | Classe Liberty           |       |
| 28 de fevereiro | SS Roy James Cole       | Estados Unidos | J A Jones Construction Co            | Charlotte, Carolina do Norte       | Classe Liberty           |       |
| 28 de fevereiro | SS Laurence J Gallagher | Estados Unidos | Delta Shipbuilding Co                | Nova Orleães, Luisiana             | Classe Liberty           |       |
| 28 de fevereiro | SS Sewanee Seam         | Estados Unidos | Delta Shipbuilding Co                | Nova Orleães, Luisiana             | Classe Liberty (collier) |       |